# Каркаралінський район
Каркарали́нський район (каз. Қарқаралы ауданы, рос. Каркаралинский район) — адміністративна одиниця у складі Карагандинської області Казахстану. Адміністративний центр — місто Каркаралінськ.

## Історія
Утворений 1932 року.

## Населення
Населення — 31495 осіб (2021; 42722 у 2009, 52762 у 1999, 69082 у 1989).

## Склад
До складу району входять 23 сільських округи, 1 міська та 1 селищна адміністрації:
| Поселення                            | Площа, км² | Населення, осіб (1989) | Населення, осіб (1999) | Населення, осіб (2009) | Населення, осіб (2021) | Центр         | Населені пункти |
| ------------------------------------ | ---------- | ---------------------- | ---------------------- | ---------------------- | ---------------------- | ------------- | --------------- |
| Каркаралінська міська адміністрація  | -          | 11224                  | 8773                   | 9212                   | 9252                   | Каркаралінськ | 1               |
| Карагайлинська селищна адміністрація | -          | 12299                  | 6188                   | 5100                   | 3546                   | Карагайли     | 2               |
| Абайський сільський округ            | 1315,07    | 1790                   | 1260                   | 729                    | 384                    | Айнабулак     | 2               |
| Аманжоловський сільський округ       | 2113,35    | 2674                   | 2616                   | 2012                   | 1540                   | Талди         | 5               |
| Бактинський сільський округ          | 1343,40    | 1963                   | 1543                   | 1419                   | 921                    | Бакти         | 3               |
| Балкантауський сільський округ       | 955,55     | 1651                   | 1315                   | 1050                   | 666                    | Карабулак     | 2               |
| Бесобинський сільський округ         | 1883,17    | 2119                   | 1946                   | 1558                   | 971                    | Бесоба        | 3               |
| Єгіндибулацький сільський округ      | -          | 5538                   | 4165                   | 3399                   | 2128                   | Єгіндибулак   | 1               |
| Жанатоганський сільський округ       | 1755,07    | 1178                   | 1189                   | 818                    | 487                    | Жанатоган     | 2               |
| Инталинський сільський округ         | 1293,91    | 1494                   | 1106                   | 801                    | 564                    | Интали        | 1               |
| Кайнарбулацький сільський округ      | 1956,24    | 1903                   | 1893                   | 1559                   | 986                    | Аппаз         | 4               |
| Каракольський сільський округ        | 553,07     | 797                    | 645                    | 515                    | 153                    | Караколь      | 1               |
| Каршигалинський сільський округ      | 818,52     | 2269                   | 2026                   | 1748                   | 1391                   | Коктас        | 3               |
| Киргизький сільський округ           | 1399,11    | 2755                   | 2324                   | 1994                   | 1590                   | Буркутти      | 5               |
| Кояндинський сільський округ         | 2290,43    | 1328                   | 1058                   | 516                    | 380                    | Коянди        | 2               |
| Мадійський сільський округ           | 1478,87    | 1307                   | 1019                   | 676                    | 279                    | Айрик         | 2               |
| Мартбека Мамираєва сільський округ   | 1364,79    | 2076                   | 1725                   | 1043                   | 702                    | Акжол         | 2               |
| Нигмета Нурмакова сільський округ    | 1957,56    | 1804                   | 1219                   | 675                    | 302                    | Осібай        | 3               |
| Нуркена Абдірова сільський округ     | 583,07     | 2233                   | 1905                   | 1662                   | 1141                   | Жарли         | 3               |
| Таттімбетський сільський округ       | 1436,62    | 1609                   | 1219                   | 741                    | 414                    | Актасти       | 2               |
| Тегісшилдіцький сільський округ      | 1423,66    | 2940                   | 2189                   | 1588                   | 961                    | Тегісшилдік   | 3               |
| Теміршинський сільський округ        | 2439,29    | 1732                   | 1524                   | 1329                   | 852                    | Татан         | 3               |
| Томарський сільський округ           | 1700,73    | 1414                   | 1323                   | 955                    | 553                    | Томар         | 1               |
| Угарський сільський округ            | 648,12     | 912                    | 669                    | 518                    | 385                    | Матак         | 1               |
| Шариктинський сільський округ        | 1869,32    | 2073                   | 1923                   | 1105                   | 889                    | Теректи       | 4               |

## Найбільші населені пункти
Населені пункти з чисельністю населення понад 1000 осіб:
| № | Населений пункт | Населення, осіб (1989) | Населення, осіб (1999) | Населення, осіб (2009) | Населення, осіб (2021) |
| - | --------------- | ---------------------- | ---------------------- | ---------------------- | ---------------------- |
| 1 | Каркаралінськ   | 11224                  | 8773                   | 9212                   | 9252                   |
| 2 | Карагайли       | 12005                  | 6188                   | 4850                   | 3380                   |
| 3 | Єгіндибулак     | 5538                   | 4165                   | 3399                   | 2128                   |
| 4 | Коктас          | 1824                   | 1655                   | 1480                   | 1294                   |
| 5 | Буркутти        | 1535                   | 1388                   | 1311                   | 1241                   |

## Відомі уродженці
- Аманжолов Касим Рахімжанович - казахський поет і перекладач.